# Classe Yuniy Partizan
Le unità appartenenti alla classe Yuniy Partizan (progetto 740 secondo la classificazione russa) sono piccole navi da trasporto costruite in Romania negli anni settanta.

## Utilizzo
Queste navi, costruite in 22 esemplari, sono utilizzate principalmente in campo civile. Tuttavia, due di queste hanno un impiego militare.
Le due unità utilizzate dalla marina militare russa, Pechora ed Ufa, vengono usate per il supporto logistico della flotta.
La Pechora è entrata in servizio nel 1976 ed è oggi operativa nella Flotta del Nord.
La Ufa è entrata in servizio nel 1977 ed è attiva nell'oceano Pacifico. Viene utilizzata per scopi civili dal 1992, ma rimane a disposizione della marina per i casi di necessità.